# الحزب الجمهوري الاشتراكي (السودان)
الحزب الجمهوري الاشتراكي كان حزبًا سياسيًا في السودان تأسس في عام 1951. كان إبراهيم بدري الأمين العام للحزب. تم طرح الحزب قبل الانتخابات التشريعية السودانية عام 1953 وقد حشد الحزب قِسمًا من زعماء العشائر والشيوخ. ومع ذلك، فإن تطور الحزب الجمهوري الاشتراكي لم ينطلق قط، وكان الحزب يفتقر إلى الموارد المالية والهياكل التنظيمية وبرنامج متماسك.

## الملف الشخصي
نشر الحزب بيانه العام في 18 ديسمبر 1951. كان للحزب شخصية غير طائفية ودافع عن شكل جمهوري للحكومة من أجل السودان المستقل. وبالمقارنة مع بعض الأحزاب الأخرى، كان الحزب منفتحًا على عملية أبطأ نحو الاستقلال وإمكانية بقاء السودان في الكومنولث. علاوة على ذلك، عارض الحزب النفوذ المصري على السودان. أيد الحزب استمرار الدور القيادي للحاكم العام، ورفض الإقالة الجماعية للمسؤولين البريطانيين.

## البداية
بعض أعضاء الحزب الجديد انضموا له من حزب الأمة. جمع الحزب أيضًا عددًا قليلًا من المثقفين.
لقد نال الحزب الدعم بشكل رئيسي في المناطق التي كان يُتذكر فيها إرث محمد أحمد (والد زعيم حزب الأمة عبد الرحمن المهدي) على أنه عنيف وقمعي.

## ادعاءات التدخل البريطاني
يُعزى إنشاء الحزب إلى السلطات الاستعمارية البريطانية. سعت الخدمة السياسية السودانية (مؤسسة حكومية استعمارية بريطانية) من خلال إطلاق الحزب الجمهوري الاشتراكي إلى كسب تأييد الناخبين من الخاتمية من أجل مواجهة نفوذ المهدي. لكن الدعم المفتوح من السلطات البريطانية لم يجعل للحزب شعبيةً بين السكان السودانيين عمومًا، كما رفض حزب الأمة أي تعاون معه. وبحلول يناير 1952 اكتسب الحزب لقب «حزب السيد هاوكيسورث» من قبل السودانيين، على تصور أن الحزب قد تم تصميمه من قبل مساعد الأمين المدني (السياسي) ديزموند هاوكيسورث. اعتبر عبد الرحمن المهدي الحزب مؤامرة بريطانية وتهديدًا مباشرًا لحياته السياسية، وشرع في تدميره. ونتيجة لضغط عبد الرحمن المهدي، غادر العديد من النظراء الحزب وانضموا من جديد لحزب الأمة.

## انتخابات 1953
فاز الحزب الجمهوري الاشتراكي بثلاثة مقاعد في مجلس النواب في انتخابات 1953، من خلال مقعدين من النيل الأزرق وواحد من دارفور. خيب الأداء الضعيف للحزب في الانتخابات السلطات الاستعمارية البريطانية. بدأ الحزب الجمهوري الاشتراكي في الإنهيار مباشرةً بعد انتخابات 1953. واعتبارًا من عام 1954، كان الحزب قد اختفى تقريبًا. وفي أوائل عام 1955، انضم الحزب إلى جبهة الاستقلال، وهي ائتلاف من المعارضين لحكومة إسماعيل الأزهري.